# Chris Argyris
Chris Argyris (* 16. Juli 1923 in Newark, New Jersey; † 16. November 2013) war Professor für Verwaltungswissenschaften in Yale und Mitbegründer der Organisationsentwicklung und ein Pionier in den Bereichen organisatorisches Lernen und Aktionswissenschaft.

## Leben
Argyris war der Sohn der griechischen Einwanderer Stephan Argyris und Sophia (geborene Papasthathis) und wuchs in Irvington, New Jersey sowie zeitweise in Athen auf. Während des Zweiten Weltkriegs diente er im Signalkorps der US-Armee und stieg in den Rang eines zweiten Leutnants auf. Nach dem Krieg studierte Argyris Psychologie an der Clark University und erhielt 1947 seinen Bachelorabschluss. Er setzte sein Studium in Psychologie und Wirtschaftswissenschaften an der Kansas University fort und machte dort 1949 seinen Master. 1951 promovierte er an der Cornell University, mit einer Arbeit über das Verhalten in Organisationen. Von 1951 bis 1971 lehrte er als Professor für Verwaltungswissenschaften an der Yale University und anschließend wurde er Professor für Pädagogik und Organisationsverhalten an der Harvard University.
Argyris gilt neben Dick Beckhard (1928–1999), Edgar Schein und Warren Bennis als Mitbegründer der Organisationsentwicklung. Er beschäftigte sich mit der Frage, wie eine Organisation die Entwicklung ihrer Mitarbeiter beeinflusst, und inwiefern sie von deren Qualität abhängig ist. Er rückte damit die zwischenmenschlichen Beziehungen am Arbeitsplatz ins Zentrum der Aufmerksamkeit. Gemeinsam mit dem Philosophen Donald Schön entwickelte er die Grundsätze der „Lernenden Organisation“. Argyris ist auch bekannt für die Managementkonzepte der „Eingeübten Inkompetenz“ und der „Defensiven Routinen“ sowie für die Mitentwicklung des Konstrukts des psychologischen Arbeitsvertrags. Argyris wurden mehrere Ehrendoktortitel verliehen so unter anderem 2011 von der Yale University.
Argyris hatte einen Zwillingsbruder Thomas S. Argyris (1923–2001), der als Mediziner im Bereich der Krebsforschung tätig war. Ein weiterer Bruder war Peter Argyris.
Im Jahr 1950 heiratete er Renee Brocoum, mit der er zwei Kinder hatte.

## Werke
- Personality and Organization. Harper & Row, New York 1957.
- Understanding Organizational Behavior. Dorsey Press, Homewood, Illinois 1960 (englisch).
- Knowledge for Action. A Guide to Overcoming Barriers to Organizational Change. Jossey-Bass Wiley, 1993, ISBN 1-55542-519-4.
- mit Donald A. Schön: Organizational Learning II. Addison-Wesley, 1996, ISBN 0-201-62983-6.
- Wissen in Aktion. Eine Fallstudie zur lernenden Organisation. Klett-Cotta 1997, ISBN 3-608-91838-8.
- mit Donald A. Schön: Die lernende Organisation. 2. Auflage, Klett-Cotta 2002, ISBN 3-608-91890-6.

## Belege
1. ↑  Chris Argyris (1923–2013): In memoriam. In: Action Research. Band 12, Nr. 1, 2014, ISSN 1476-7503, S. 110–113, doi:10.1177/1476750313519542.
2. ↑  Chris Argyris overleden (Memento vom 2. Dezember 2013 im Internet Archive) 20. November 2013 (niederländisch, englisch).
3. ↑  Eingeübte Inkompetenz. In: Gerhard Fatzer (Hrsg.): Organisationsentwicklung für die Zukunft. Ed. Humanistische Psychologie, Köln 1996, S. 129 ff.
4. ↑  Defensive Routinen. In: Gerhard Fatzer (Hrsg.): Organisationsentwicklung für die Zukunft. Ed. Humanistische Psychologie, Köln 1996, S. 179 ff.
5. ↑  Biographies of Yale's 2011 honorary degree recipients. In: yale.edu. YaleNews, 2011, abgerufen am 4. Mai 2021 (englisch).
6. ↑  Thomas S. Argyris (1923–2001). cancerres.aacrjournals.org.
7. ↑  Morgen Witzel: Argyris, Chris (1923–). In: Encyclopedia of History of American Management. A&C Black, Bristol 2005, ISBN 1-84371-131-1, S. 10–13 (books.google.de).

| Personendaten    | Personendaten                                                                                       |
| ---------------- | --------------------------------------------------------------------------------------------------- |
| NAME             | Argyris, Chris                                                                                      |
| KURZBESCHREIBUNG | US-amerikanischer Verwaltungswissenschaftler, Professor für Organisationspsychologie und Management |
| GEBURTSDATUM     | 16. Juli 1923                                                                                       |
| GEBURTSORT       | Newark, New Jersey                                                                                  |
| STERBEDATUM      | 16. November 2013                                                                                   |